# Cambiaso Hermanos
Cambiaso Hermanos es una empresa chilena, especializada en productos alimenticios y de artículos de hogar. Uno de sus productos más conocidos es la marca Té Supremo.
Es uno de los principales competidores en Chile de la internacional Unilever.

## Historia

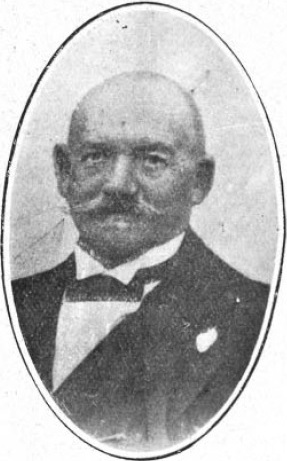
Antonio Cambiaso.

Fue creada como la sociedad Vallarino y Cambiaso en 1875, por los inmigrantes italianos Antonio Cambiaso Lavagetto y su tío Juan Bautista Cambiaso, de origen genovés. Ambos ya tenían constituida también dicha empresa en República Dominicana, ya que el hermano de Cambiaso, Luis Cambiaso, era cónsul de Italia en República Dominicana.
Posteriormente Juan Bautista volvió a República Dominicana donde constituyó la Institución Naval  y Antonio Cambiaso tomó el control de la empresa junto a sus hijos, renovándose como Antonio Cambiaso e Hijos.
En 1917, tras la muerte de Antonio Cambiaso, sus hijos Juan, Ernesto, Luis y Carlos Cambiaso Denegri, cambiaron su denominación a Cambiaso Hermanos. En 1921 la empresa creó la fábrica de conservas El Vergel. En 1943, los hermanos Cambiaso se dividen en la propiedad de la compañía, quedando Luis y Carlos a cargo de la empresa original con sede en Valparaíso. En 1950 esta pasa a ser sociedad anónima.
A inicios de la década de 1960 la empresa sufrió una crisis tras la muerte de los hermanos Luis y Carlos Cambiaso Denegri, asumiendo su dirección los hijos del primero, Luis y Mónica Cambiaso Ropert. En 1964 comenzaron a vender té envasado, producto que se convertiría en el emblema de la compañía, y que consolidaron con las marcas de bolsitas de té La Rendidora (1983) y Té Supremo (1976). Desde del año 1979 se hicieron auspiciadores de la Teletón, cuestión que han mantenido hasta la actualidad. En 2015 sumaron como marca auspiciadora a sus bolsas de basura Superior.
En 1983 entraron al rubro del plásticos, produciendo sus propios envases para té, el que luego ampliaron a bolsas y otros productos de envasado. Dos años más tarde, la empresa diversificó sus productos, y comenzó su internacionalización. En 2001 se creó su filial Cambiaso Brothers en los Estados Unidos. En 2007 adquirió la empresa Parro, Alvariño y Cía. Ltda., propietaria de las marcas de té Samba y Aroma. El 28 de enero de 2011 falleció una de sus propietarias, Mónica Cambiaso Ropert.

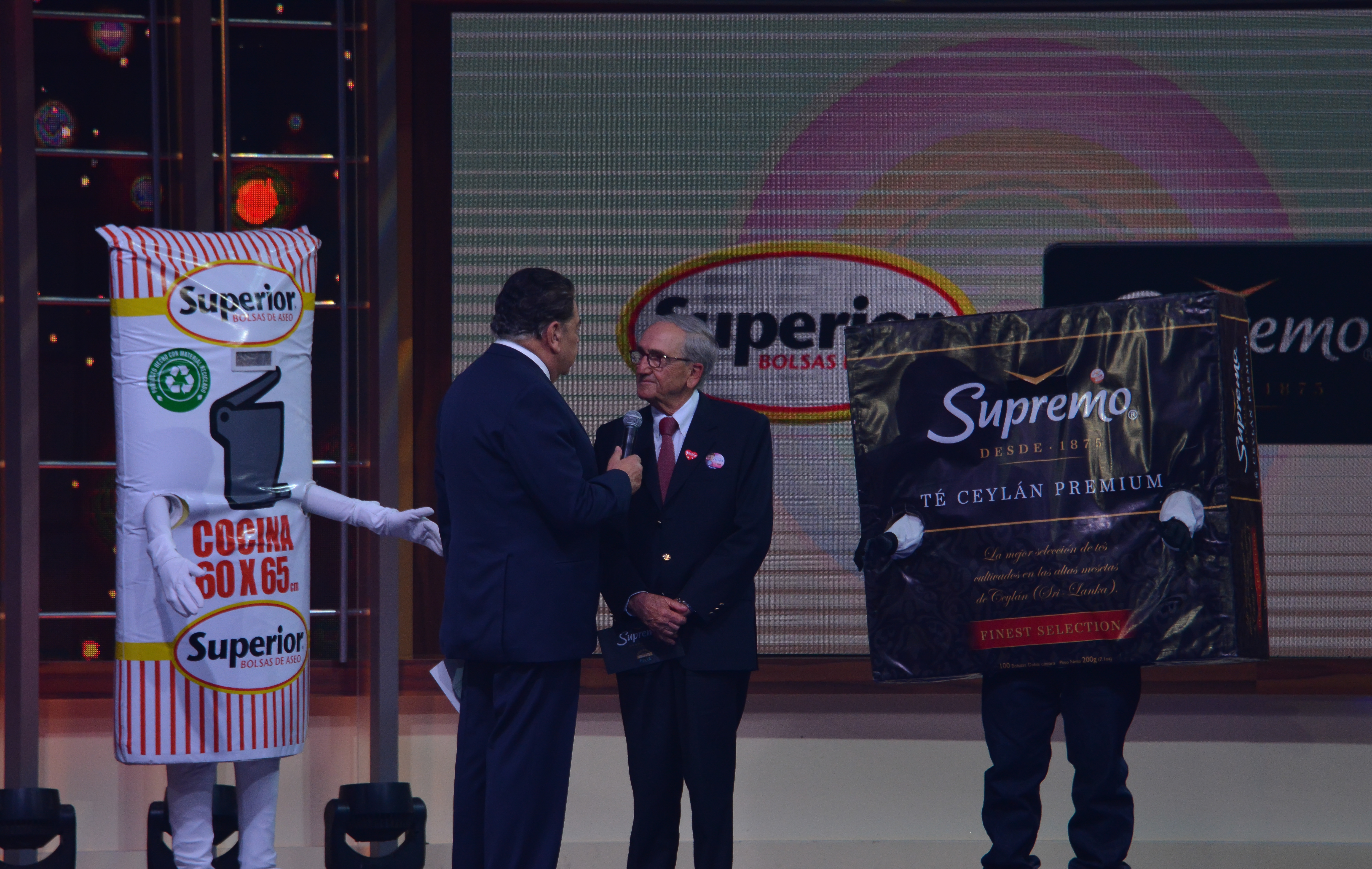
Luis Cambiaso (derecha), junto a Don Francisco, anunciando la donación de la empresa en la Teletón 2017. En la foto también aparecen dos «mascotas» de sus productos Superior y Té Supremo.

El 15 de junio de 2014 un incendio destruyó su principal planta ubicada en Placilla, Valparaíso. Tras el desastre, la compañía importó el té desde Sri Lanka, y adquirió nuevas máquinas para su envasado en Chile.